# Earinis mimula
Earinis mimula là một loài bọ cánh cứng trong họ Cerambycidae.